# کریس مک‌کیوت
کریس مک‌کیوت (انگلیسی: Chris McKivat; ۲۷ نوامبر ۱۸۸۰ – ۴ مهٔ ۱۹۴۱) بازیکن راگبی ۱۳ نفره و راگبی ۱۵ نفره اهل استرالیا بود.
وی در مسابقات کشوری و بین‌المللی در مجموع برندهٔ ۱ مدال طلا شده‌است.